# PD-168,077
PD-168,077 je lek koji deluje kao dopaminski agonist. On je selektivan za D4 podtip, i koristi se za istraživanje uloge tog receptora u mozgu, posebno u pogledu njegove uloge u učenju i memoriji.